# Zorea, Verhnii Rohaciîk
Zorea (în ucraineană Зоря) este un sat în așezarea urbană Verhnii Rohaciîk din regiunea Herson, Ucraina.

## Demografie
Componența lingvistică a localității Zorea
     Ucraineană (97,7%)
     Rusă (2,3%)
Conform recensământului din 2001, majoritatea populației localității Zorea era vorbitoare de ucraineană (97,7%), existând în minoritate și vorbitori de rusă (2,3%).